# Баллезио, Серджо
Серджо Баллезио (итал. Sergio Ballesio, 15 сентября 1934, Рим, Италия) — итальянский хоккеист (хоккей на траве), защитник.

## Биография
Серджо Баллезио родился 15 сентября 1934 года в итальянском городе Рим.
В 1960 году вошёл в состав сборной Италии по хоккею на траве на Олимпийских играх в Риме, занявшей 13-е место. Играл на позиции защитника, провёл 3 матча, забил 1 мяч в ворота сборной Швейцарии.
Играл за сборную Италии в 1958—1964 годах.